# Clausia trichosepala
Clausia trichosepala là một loài thực vật có hoa trong họ Cải. Loài này được (Turcz.) Dvorák mô tả khoa học đầu tiên năm 1966.